# Pfarrkirche Bad Deutsch-Altenburg

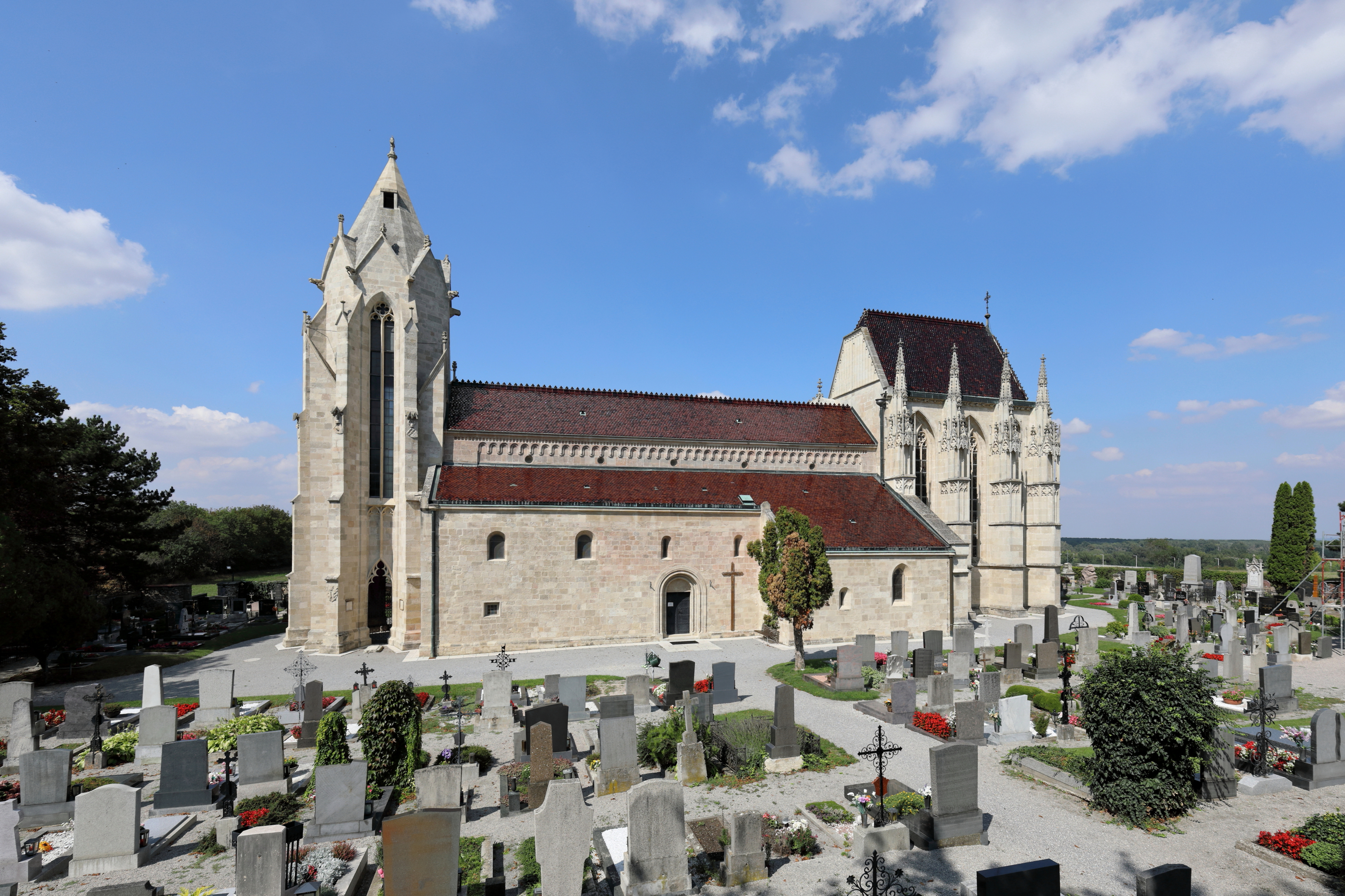
Südansicht der Pfarr- und Wallfahrtskirche

Die Pfarr- und Wallfahrtskirche Bad Deutsch-Altenburg ist eine ab zirka 1050 in Bad Deutsch-Altenburg in vier Bauphasen errichtete romanisch-gotische dreischiffige Pfeilerbasilika mit gotischem Chor und Westturm. Die römisch-katholische Pfarrkirche hat das Patrozinium Maria Himmelfahrt und gehört zum Dekanat Hainburg der Erzdiözese Wien. Die Kirche steht unter Denkmalschutz und stellt ein bedeutendes Denkmal mittelalterlicher Architektur in Österreich dar.

## Lage
Die Kirche steht im Nordosten des Ortes, erhöht auf einer Terrasse, die zur Donau steil abfällt. Sie ist von einem Friedhof mit Umfassungsmauer aus Bruchsteinen umgeben. Südöstlich der Kirche, innerhalb des Friedhofes, befindet sich ein romanischer Karner.

## Geschichte

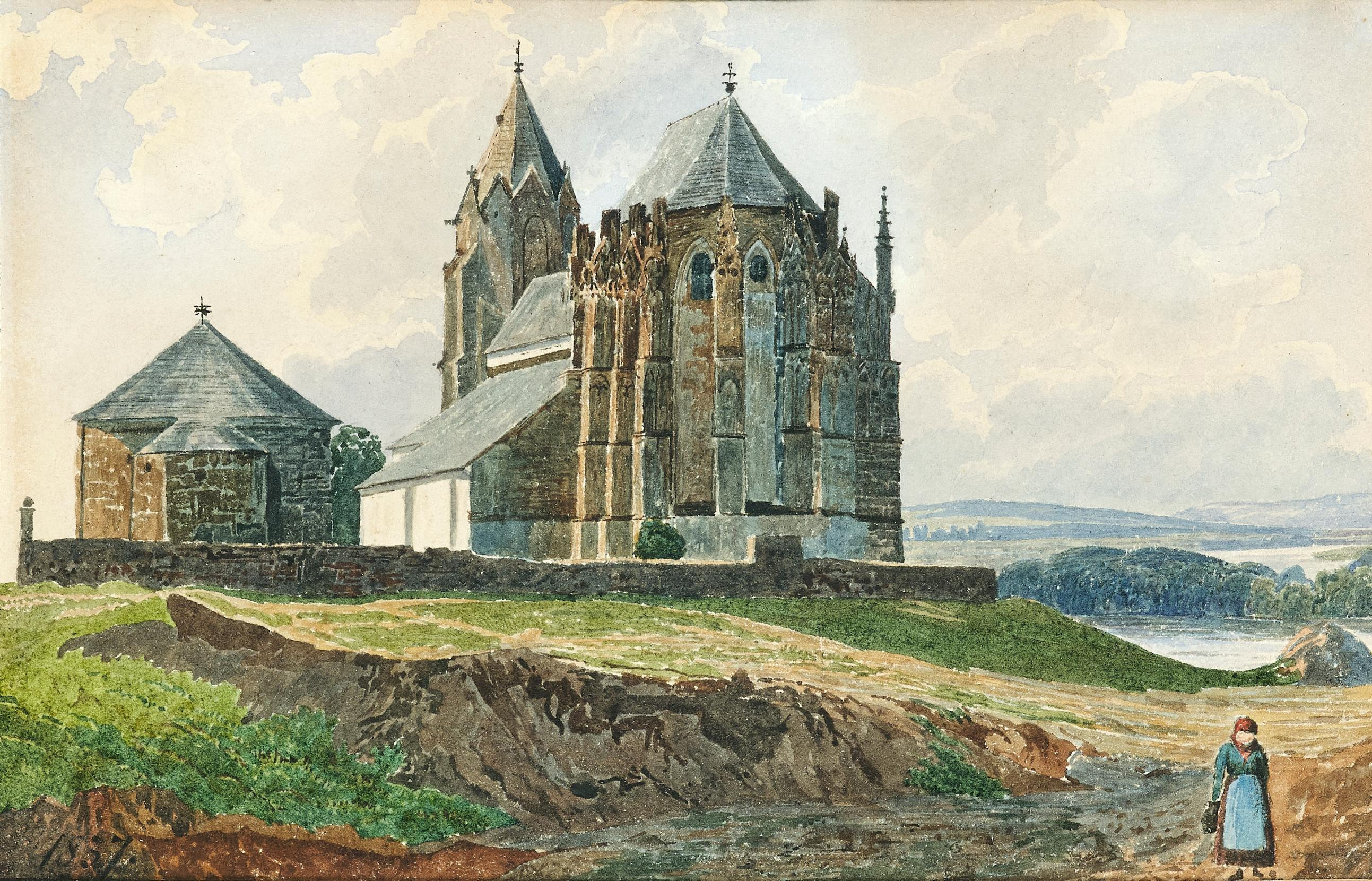
Pfarrkirche Bad Deutsch-Altenburg, Aquarell eines unbekannten Malers, 1837

Eine Vorgängerkirche hat wohl König Stephan I. von Ungarn errichten lassen. Diese wurde wahrscheinlich bei kriegerischen Auseinandersetzungen mit dem Ungarnkönig Andreas I. 1050 zerstört. Im Jahr 1051 plante bzw. erhob urkundlich Kaiser Heinrich III. Deutsch-Altenburg zur Reichspropstei (Kollegiatstift) der Ungarnmark. Im Jahr 1058 schenkte der siebenjährige römisch-deutsche König Heinrich, Sohn von Heinrich III. und späterer Kaiser, seiner Mutter Agnes von Poitou die vermutlich neu errichtete dreischiffige Basilika „mit allem, was sein Vater, Kaiser Heinrich (III.), derselben zugedacht hatte, nebst allem Zubehör und allen Einkünften mit dem Recht zu freier Verfügung“. Im Jahr 1213 stifteten die Besitzer der Herrschaft Deutsch-Altenburg, Alban und Johann Doerr (Dörr), einen Priester, veranlassten den Neu- oder Ausbau der Kirche und bestimmten den Kirchenbau als Grablege der Familie. Um die Mitte des 14. Jahrhunderts wurde der vorgestellte Westturm mit dem gemauerten oktogonalen Turmhelm errichtet und vermutlich im Anschluss beziehungsweise Ende des 14. Jahrhunderts der Chor mit der nördlich angebauten Sakristei.
Nachdem um 1050 die Verlegung der Burg von Bad Deutsch-Altenburg auf den Hainburger Schlossberg (Heimenburg) erfolgte, dort auf der Hochterrasse die ehemalige Martinskirche errichtet wurde und Hainburg einen aufstrebenden Stadtbildungsprozess hinter sich hatte, wurde um 1260 die Marienkirche in Bad Deutsch-Altenburg eine Filialkirche von Hainburg. Im Jahr 1725 erhielt die Deutsch-Altenburger Kirche den Status einer Pfarrkirche wieder.
In den Jahren 1585 und 1683 beschädigten Brände die Kirche und beim Brand am 15. August 1774 wurden das Maßwerk und die Strebepfeiler großteils zerstört. Um 1862 war der Kirchenbau in einem ruinösen Zustand und in der Folge fand eine tiefgreifende Renovierung statt, die Architekt Richard Jordan von 1897 bis 1900 oder 1906 leitete und im Jahr 1911 abgeschlossen wurde.

## Beschreibung
Langhaus und Kapelle
Das dreischiffige, basilikale Langhaus ist sechsjochig. Die Seitenmauern des Hauptschiffes werden von zehn massiven, quadratischen Pfeilern getragen und sind zu den Seitenschiffen hin durch Rundbogenarkaden geöffnet. Ursprünglich war die Basilika wohl flachgedeckt. In der ersten Hälfte des 14. Jahrhunderts wurde ein Kreuzrippengewölbe eingezogen und Ende des 16./17. Jahrhunderts an den vier westlichen Mittelschiffjochen ein Kreuzgratgewölbe. An das südliche Langhaus ist auf einer Länge von zwei Jochen eine romanische Kapelle angebaut, die ursprünglich einen eigenen Westeingang hatte.
Chor und Sakristei
Der hochgotische, zweijochige Chor mit 5/8-Schluss wurde anstelle der romanischen Mittelschiffapsis errichtet und wird dem Meister Michael zugeschrieben. Der Chor wird zumeist gegen oder um 1400 datiert. Die Strebepfeiler sind vierzonig und haben oben leere Statuenbaldachine. Zwischen den tiefen Pfeilern befinden sich zwei- (nordseitig) und vierbahnige (südseitig) Maßwerkfenster.
Nordseitig des Chores ist über die Länge der zwei Joche des Chores ein zweigeschoßiger Anbau mit zwei polygonalen Treppentürmchen im Westen angebaut. Darin befindet sich im Untergeschoß die Sakristei und im Obergeschoß ein Oratorium.
Turm
Ein weithin sichtbarer hochgotischer Turm, der fast freistehend ist. Im Grundriss außen ein Quadrat mit mehrzonigen, tiefen, hohen Strebepfeilern. Im oberen Bereich freies Oktogon mit Giebelkranz und als Abschluss ein gemauerter oktogonaler Helm.

## Karner

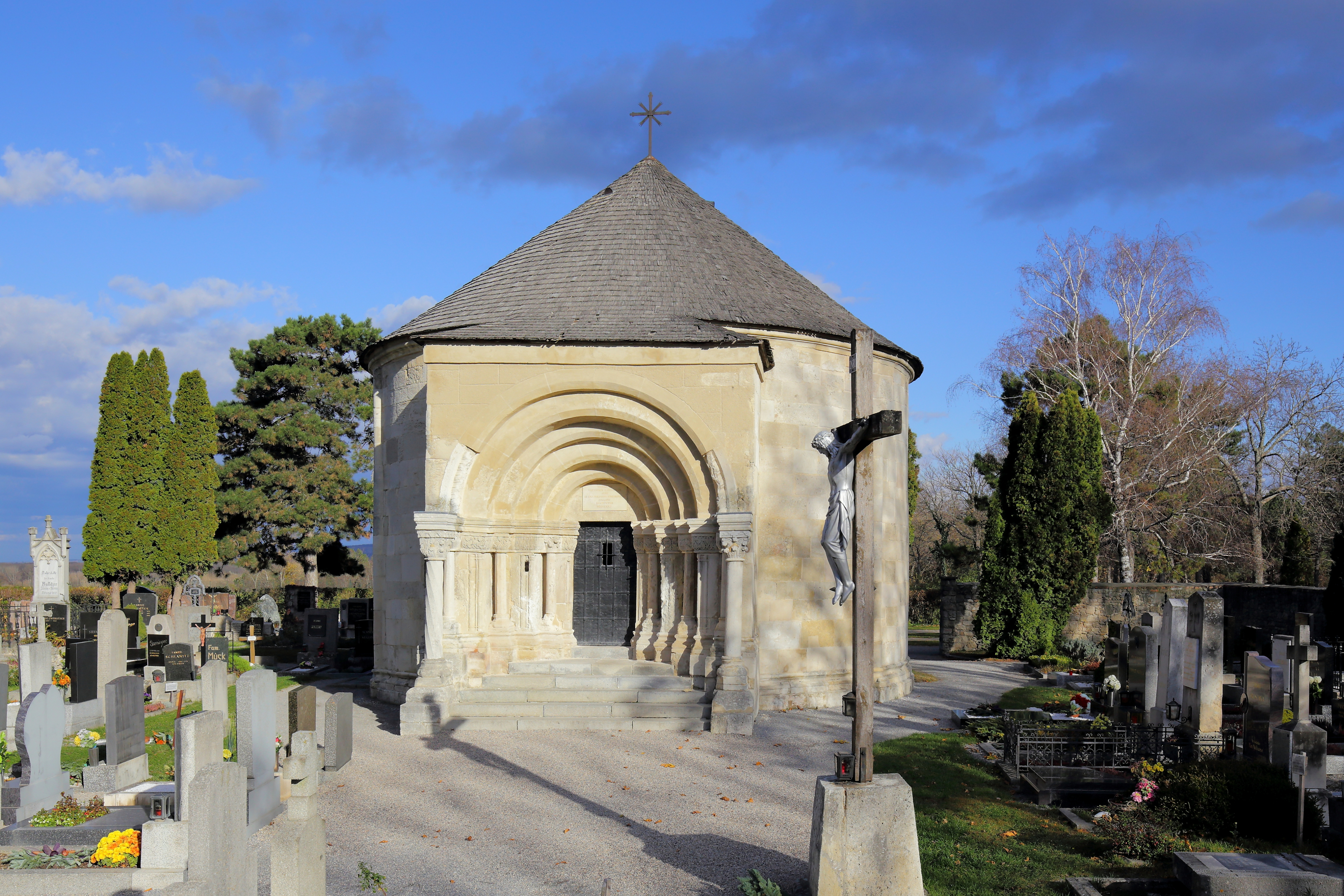
Portalseitige Ansicht des Karners

Der romanische Karner südöstlich der Pfarrkirche wurde um Anfang/Mitte des 13. Jahrhunderts errichtet und im 17./18. Jahrhundert dem hl. Leonhard geweiht. Der Rundbau mit Kegeldach hat eine halbkreisförmige Apsis und im Westen einen Portalvorbau mit fünffach gestuftem Trichterportal. Das Untergeschoß des Karners wurde früher als Ossarium genutzt und das Obergeschoß als Kapelle. Seit 1995 ist die Gemeinde Eigentümerin des Karners und nutzt ihn als Aufbahrungshalle.